# Pedro de Soto
Pedro de Soto, O.P. (Alcalá de Henares, 1493 – Trento, 20 aprile 1563), è stato un presbitero e teologo spagnolo.

## Biografia
Domenicano del Convento di San Esteban di Salamanca, vicario generale del suo ordine in Germania; fu confessore di Carlo V d'Asburgo e consigliere nella lotta contro la riforma protestante in Germania. Fu docente di teologia presso l'Università di Salamanca, l'Università di Dillingen, l'Università di Cambridge e Università di Oxford. Nel 1561 fu chiamato da Papa Pio IV nella terza sezione del Concilio di Trento con il ruolo di teologo. Ha fatto parte della cosiddetta Scuola di Salamanca. Tra i suoi allievi fu anche Domingo Báñez.